# كوداي واتانابي
كوداي واتانابي (باليابانية: 渡辺 広大) (4 ديسمبر 1986 في تشيبا في اليابان – )؛ هو لاعب كرة قدم ياباني سابق كان يلعب كمدافع.

## وصلات خارجية
- كوداي واتانابي على موقع رابطة كرة القدم اليابانية للمحترفين (اليابانية)
- كوداي واتانابي على موقع قاعدة بيانات كرة القدم.إي يو (الإنجليزية)
- كوداي واتانابي على موقع Soccerway.com (الإنجليزية)
- كوداي واتانابي على موقع عالم كرة القدم.نت (الإنجليزية)
- كوداي واتانابي على موقع كووورة